# Bolesławiec (gmina 1919–1948)
Bolesławiec (do 1870 i 1915–1919 miasto Bolesławiec) – dawna gmina wiejska istniejąca w latach 1919–1948 w Łódzkiem. Siedzibą władz gminy była osada miejska Bolesławiec.
W 1915 roku niemieckie władze okupacyjne wprowadziły administrację cywilną w Królestwie Polskim i przekształciły osadę Bolesławiec (w dotychczasowej gminie Bolesławiec) w miasto, liczące w 1916 roku 1706 mieszkańców, natomiast pozostały obszar gminy przekształcono w nową wiejską gminę Chotynin (4738 mieszkańców w 1916 roku). Gmina Chotynin miała skomplikowany i bardzo specyficzny kształt: jej obszar był przegrodzony trzykrotnie obszarem dużo mniejszego Bolesławca, składającego się z trzech bardzo wąskich pasm i jednej małej eksklawy.
Po odzyskaniu niepodległości władze polskie nie uznały jednak formalnie Bolesławca za miasto 7 lutego 1919, a utworzoną przez Niemców jednostkę miejską przekształcono w gminę wiejską Bolesławiec w powiecie wieluńskim w woj. łódzkim. W 1921 roku liczyła 1854 mieszkańców.
Po wojnie gmina zachowała przynależność administracyjną. 1 stycznia 1949 roku zniesiono gminę Chotynin, a jej obszar włączono do gminy Bolesławiec; w praktyce oznaczała to, że gmina Chotynin została ponownie połączona z Bolesławcem w obszar przybliżony do okupacyjnej (i obecnej) gminy Bolesławiec. Oznaczało to też koniec odrębności małej gminy Bolesławiec.